# Sucre (Falcón)
Sucre é um município da Venezuela localizado no estado de Falcón.
A capital do município é a cidade de La Cruz de Taratara.